# Quần lót

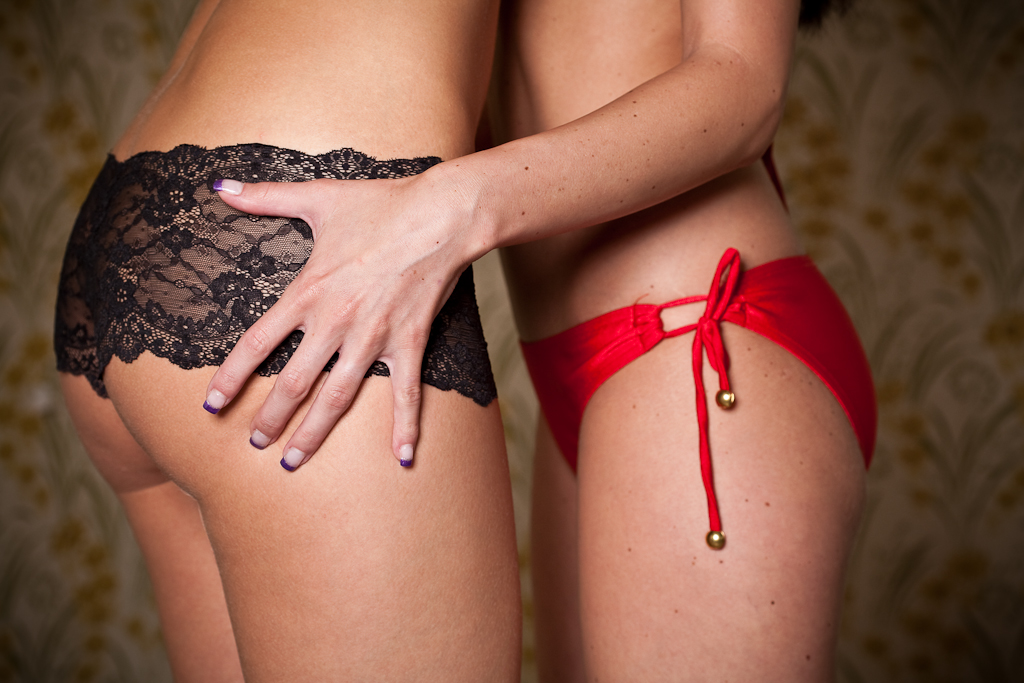
Hai người mẫu trình diễn quần lót

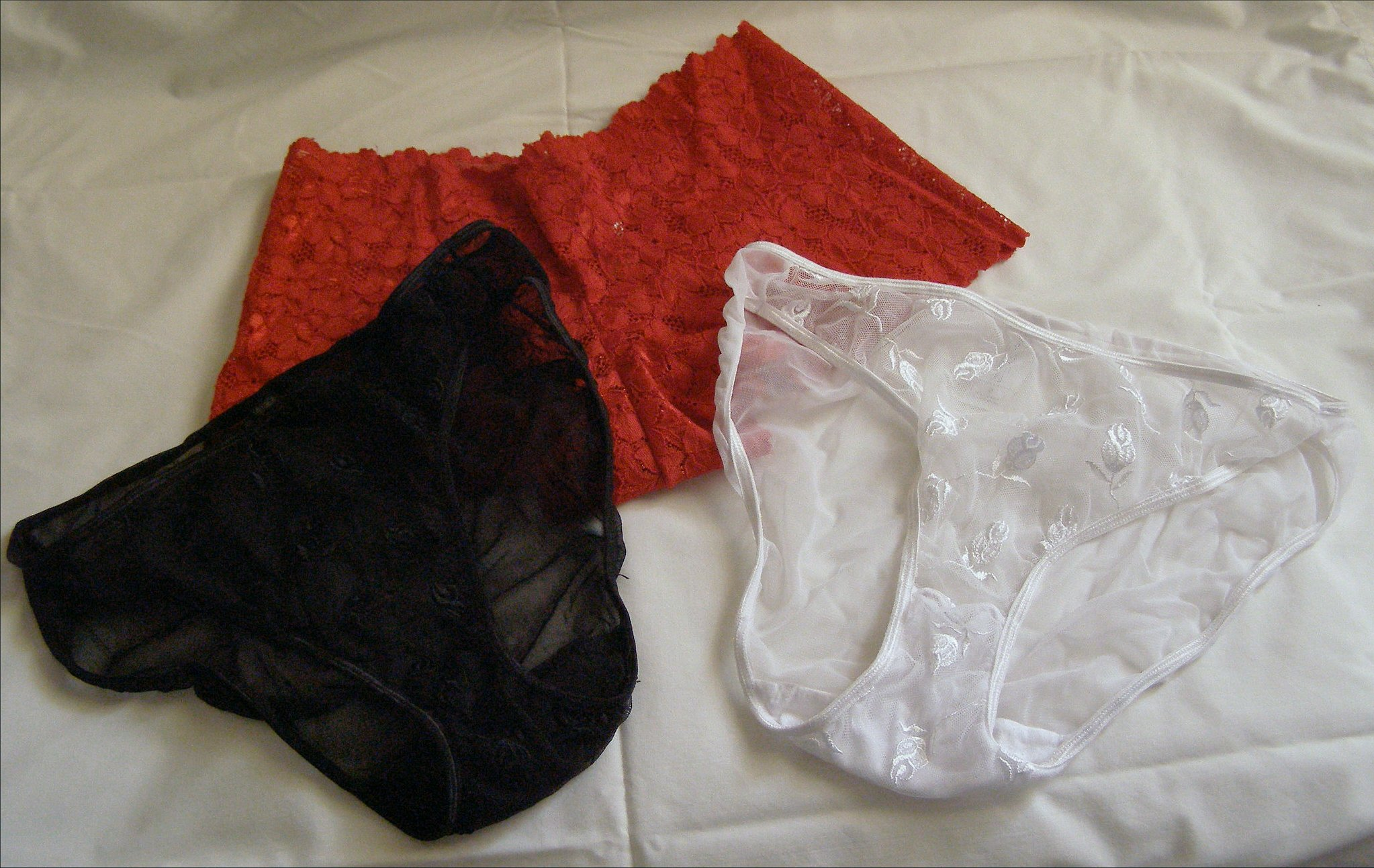
Một loại quần lót nữ.

Quần lót (hay còn gọi với các tên khác như quần sịp hay quần xi-líp hay còn gọi là quần xì hoặc quần chíp, cũng có thể gọi là quần trong hay  quần nhỏ) là một dạng trang phục của con người, nó cũng thuộc dạng một loại quần để mặc ở trong và thuộc loại đồ nội y.

## Chức năng
Quần lót có nhiều chức năng như:
- Để bao bọc và làm nền đệm cho bộ phận sinh dục.
- Để làm nền lót băng vệ sinh.
- Để chống tạo mùi hôi cho quần ngoài.
- Để làm trang phục trong các dịp đặc biệt (biểu diễn thời trang đồ lót, các buổi trình diễn thi hoa hậu...)
- Để tránh những tình huống lộ hàng

## Thời trang và chủng loại
Đi cùng với thời trang và xu hướng của con người, quần lót ngày càng được thiết kế để kiểu dáng mẫu mã đẹp hơn và sang trọng hơn (mặc dù quần lót chủ yếu dùng làm trang phục trong nhưng hầu như mọi người đều sử dụng).
Có nhiều chủng loại quần lót như:
- Loại dùng làm trang phục lót.
- Loại dùng để làm trang phục khi biểu diễn.
- Loại dùng để làm trang phục khi bơi hoặc khi hoạt động các môn thể thao khác.

## Nhận định
Quần lót thường được coi như là một trang phục gây sức hấp dẫn và rất phản cảm khi chỉ mặc mỗi quần lót tại nơi công cộng. Để lộ quần lót được xem như điều không nên. Mặc dù quần lót có phân biệt giới tính nhưng ngày nay sự phân biệt ngày càng giảm. Nam có thể mặc quần lót nữ và ngược lại